# Honey Sweet
Pour plus de détails, voir Fiche technique et Distribution.
Honey Sweet (달짝지근해: 7510, Daljjakjigeunhae: 7510) est un film sud-coréen réalisé par Lee Han, sorti en 2023.

## Synopsis
Chi-ho, un créateur de pâtisserie renommé est doté d'un palais exceptionnel, mais d'un faible sens des réalités. Il mène une vie entièrement consacrée aux snacks et aux confiseries. Sa vie prend un tournant inattendu lorsqu'Il-yeong, une personne optimiste et directe, entre dans sa vie et lui fait découvrir de nouvelles perspectives et saveurs.

## Fiche technique
- Titre : Honey Sweet
- Titre original : 달짝지근해: 7510 (Daljjakjigeunhae: 7510)
- Réalisation : Lee Han
- Scénario : Lee Byeong-heon
- Photographie : Lee Tae-yun
- Montage : Nam Na-yeong
- Société de production : Mindmark et Movie Rock
- Pays :  Corée du Sud
- Genre : Comédie
- Durée : 118 minutes
- Dates de sortie : 
  -  Corée du Sud : 15 mars 2023

## Distribution
- Yoo Hae-jin : Chi-ho
- Kim Hee-seon : Il-yeong
- Cha In-pyo : Seok-ho
- Jin Seon-kyu : Byeong-hoon
- Han Sun-hwa : Eun-sook
- Kim Bum-tae : le jeune policier
- Jung Da-eun : Jin-joo
- Lee Ji-hoon : In-gook

## Distinctions
Le film a été nommé pour trois Blue Dragon Film Awards,.